# Aaron Copland
Aaron Copland (Brooklyn, 1900. november 14. – New York, 1990. december 2.) Oscar- és Grammy-díjas amerikai zeneszerző, zenepedagógus és karmester, az amerikai zene egyik legjelentősebb egyénisége.

## Élete, munkássága

### Ifjúkora
Aaron Copland Brooklynban született, litvániai zsidó származású apja, Harris Morris Copland és Sarah Mittenthal Copland ötödik gyermekeként. Apja eredeti családneve Kaplan volt, amit Skóciában változtatott Coplandra, amikor az amerikai kivándorlásra várt. Egész gyermekkorát szülei brooklyni boltjában töltötte. Nem volt sportos természet, viszont lelkes olvasóvá vált. Apja nem érdeklődött a zene iránt, anyja ellenben énekelt és zongorázott, és ő intézte a gyerekek zenei taníttatását. Legidősebb bátyja, Raplh jól hegedült, Laurine nővére zongorázott, és tőle kapta első zongoraleckéit is. Később ő támogatta öccse zenei tanulmányait, majd zenei karrierjét. Első zenei megnyilvánulásai zsidó esküvőkön és ünnepeken, néha családi eseményeken történtek.
Tizenegy éves volt, amikor elkészített egy operaszövegkönyvet, Zenatello címmel. 1913 és 1917 között Leopold Wolfsohnnál tanult, akitől megkapta a szükséges alapokat. Tizenöt éves korában egy Paderewski-hangverseny meghallgatása után döntött úgy, hogy zeneszerző lesz. Levelező tagozaton tanult összhangzattant, zeneelméletet és zeneszerzést Rubin Goldmarknál, a neves zeneszerző-tanárnál. Itt sajátította el a klasszikus zene alapjait, a német zene hagyományait, jóllehet mesterének zenei ízlése megállt Richard Straussnál. Copland diplomamunkája egy Goldmark-darab után készült tanulmány, egy háromtételes zongoraszonáta volt romantikus stílusban. Mindazonáltal írt egyéb újszerű és modern műveket is, ezeket azonban nem osztotta meg tanárával. Rendszeresen részt vett a Metropolitan Opera és a New York-i Szimfonikusok előadásain, ahol megismerte a klasszikus repertoárt. A fiúgimnázium elvégzése után beállt egy tánczenekarba, de tovább folytatta zenei tanulmányait: Victor Wittgensteinnél zongorát tanult. Az 1917-es októberi orosz forradalom lelkesítette, apja és a rokonság intelmei ellenére vonzódott a szocialista és kommunista eszmékhez.

### Párizsi tanulmányai
1917 és 1921 között rövid zongoradarabokat és dalokat írt. Érdeklődése az európai zene iránt és barátja, Aaron Schaffer levelei hatására úgy döntött, hogy zenei továbbképzése céljából Párizsba utazik. Apja azt szerette volna, ha főiskolára megy, de anyja és a család is a párizsi út mellett volt. 1921-től Franciaországban a fontainebleau-i zenei iskolában (Conservatoire américain de Fontainebleau) kezdte meg tanulmányait a neves zongoraművész és pedagógus Isidor Philipp és Paul Vidal irányításával. Copland azonban hamarosan váltott, és a még csak 34 éves, de máris híres és számtalan tanítvánnyal rendelkező Nadia Boulanger tanítványa lett. Eredetileg úgy tervezte, hogy csak egy évet tölt Párizsban, de látva Boulanger széles spektrumú zenei tudását és repertoárját, a kialakult kapcsolat hatására három évig volt a tanítványa. Zenei fejlődésére jelentős hatással voltak ezek a tanulóévek.
Párizs ebben az időben a világ kulturális fővárosa volt, az amerikai írók közül itt tartózkodott például Paul Bowles, Ernest Hemingway, Sinclair Lewis, Gertrude Stein és Ezra Pound is. Hatással voltak rá az itt élő képzőművészek (Pablo Picasso, Marc Chagall és Amedeo Modigliani), az új zenei stílus kialakulását pedig a francia értelmiség (Marcel Proust, Paul Valéry, Jean-Paul Sartre és André Gide) is befolyásolták. Gide kedves írója lett. Párizsi tartózkodása idején utazásokat tett Olaszországba, Németországba és Ausztriába, amivel zenei látóköre is szélesedett. Zenekritikákat kezdett írni, először Gabriel Fauréről, ami segítette beilleszkedését a zenei körökbe. 1924-ben Copland feltöltődve és bizakodó hangulatban tért vissza Amerikába.

### Zeneszerzőként
Hazatérve úgy döntött, hogy főállású zeneszerző lesz. A Carnegie Hall közelében telepedett le (ahol közel harminc évig lakott), és 1925-ben és 1926-ban a Guggenheim Alapítvány által folyósított 2500 dolláros ösztöndíjából élt – igen takarékosan. Ezt követően előadások, koncertek, alkalmi állások és díjazások, kölcsönök segítségével és mecénások által biztosított összegekből tartotta fenn magát.
Copland húszas évekbeli szerzeményei modernista jellegűek voltak, és – akárcsak a többi modern művészeti ág esetén – csak bizonyos elit körök mutattak érdeklődést iránta. A francia „Hatok” (Les Six) mintájára megalakította a Fiatal Zeneszerzők Csoportját (Young Composer’s Group), aminek az volt a feladata, hogy a modern zenei törekvéseket bevezesse a zenei közízlésbe. Bekerült az Alfred Stieglitz köré csoportosult művészi körbe is, ahol számos vezető művésszel (többek között Paul Strand, Edward Weston, Ansel Adams, Georgia O’Keeffe, Walker Evans) ismerkedett meg (később részben Evans fényképei inspirálták Copland The Tender Land című operáját). Megpróbált a kortárs zeneszerzőkkel (Carl Ruggles, Charles Ives) versenyre kelni, de az időszak zenéjét a populárisabb zenei stílusok, főleg a jazz és George Gershwin uralta (egy időben maga is úgy vélekedett, hogy a szimfonikus jazz területén léphetne tovább). Fiatal kortársaival (Roger Sessions, Roy Harris, Virgil Thomson, Walter Piston) együtt munkálkodott közös koncerteken bemutatni munkáikat az új közönségnek. A csoport Copland vezetésével működött, segítették egymás munkáját. Copland mindvégig kapcsolatban maradt a fiatal komponistákkal, így lassan kiérdemelte „az amerikai zene dékánja” címet.
1927-től tíz évig a New York-i New School for Social Research vezetője volt. 1929-ben született Symphonic Ode, majd 1930-ban Short Symphony című műve, ami után arra a felismerésre jutott, hogy a zenét közelebb kellene vinni a közönséghez: egyrészt a zenét a diákok számára kell elérhetőbbé tenni, másrészt a zenei megjelenést a szélesebb tömegeket elérő médiákra kellene elvinni (zenés játékok, rádió, film). A harmincas évek közepén írta fiatalok számára The Young Pioneers című zongoradarabjait és The Second Hurricane című operáját.
A gazdasági válság éveiben Európába, Afrikába és Mexikóba utazott. Utóbbi országban kötött barátságot Carlos Chavez zeneszerzővel, és ezután gyakran tartózkodott az országban, itt írta El Salón México című művét 1936-ban, amely már a szélesebb rétegek elérését tűzte ki célul. Ezt követően a rádió számára is írta Prairie Journal című darabját, amelyben az amerikai táj zenei leírásával próbálkozott. Ezt a John Henry című, népballadára épülő rádiózene követte. Ez a zenei törekvés későbbi zeneszerzői törekvéseiben folyamatosan jelen lesz. Ugyanakkor nyitott a színház irányába is, több amerikai szerző darabjához írt színpadi kísérőzenét (például Irwin Shaw Csendes városához). 1939-ben a filmek következtek: az Egerek és emberek és A mi városunk című mozikhoz írt zenét. Baletteket is írt, mint például a rendkívül sikeres Billy, a kölyök (1939). Ezzel Copland az amerikai zene elismert képviselője lett (mint Stravinsky az orosz zenéé), és egyre inkább vezető szerepet játszott az Amerikai Zeneszerzők Szövetségében. Tevékenysége eredményeként a második világháború végére már kielégítő anyagi biztonságba került, ennek ellenére tovább folytatta az írást, a tanítást, végül elkezdte a karmesterkedést is. 1935-től 1944-ig (majd 1951–1952-ben) a Harvard Egyetem tanára volt.
Az 1940-es évtized volt Copland legtermékenyebb időszaka. Ekkor írta híressé vált Rodeó (1942) és Appalachian Spring (1944) című balettjeit, a Lincoln Portrait és a Fanfare for the Common Man című művekkel pedig hazafias témájú darabjait. Harmadik szimfóniája (1944–1946) a 20. század legnépszerűbb amerikai szimfóniája lett. 1948-as Klarinétversenyében a klarinéton kívül vonósokat, hárfát és zongorát használt, Four Piano Blues című darabjában a jazz hatása jelenik meg.
Az évtized végén Európába utazott, hogy találkozzon Pierre Boulezzel, és megismerkedjen az Arnold Schönberg, Anton Webern és Alban Berg nevével fémjelzett dodekafon stílussal.
1940 és 1965 között a tanglewoodi Berkshire Music Center zeneszerzés osztályának vezetője volt. Zenei írásokat is megjelentetett (tulajdonképpen már 1939-től). 1950-ben elnyert egy Fulbright-ösztöndíjat, amelynek segítségével a következő évben Rómába utazhatott. Ekkoriban írta Zongoranégyesét, amelyben a Shönberg-féle tizenkét fokú szerkesztési elvet alkalmazta, valamint megírta Régi amerikai dalok című művét, amelyet William Warfield, neves amerikai basszbariton mutatott be.
A második világháború utáni politikai hangulatra jellemző, hogy 1953-ban a Lincoln-portré című alkotásának bemutatását Eisenhower elnök beiktatási ünnepségén letiltották, mi több, még a kongresszus elé is beidézték, ahol azt vallotta, hogy sohasem volt kommunista. A gyanúsítások ellenére az 1950-es években és a hatvanas évek elején még elutazott az európai és a szovjet avantgárd zenei stílusok tanulmányozására. Japánben is járt ebben az ügyben, itt komoly hatással voltak rá Takemicu Toru zeneszerző munkái, de további benyomásokat szerzett a legújabb zenei irányzatokról Lengyelországban és Skandináviában is.
1954-ben megbízást kapott a Richard Rodgers–Oscar Hammerstein párostól egy opera megírására, James Agee egyik műve után, The Tender Land címmel. A nem túl erőteljes szöveg ellenére Copland igényes művet hozott létre, ami az amerikai operaházak standard darabjává vált.
Az 1960-as évektől kevesebb figyelmet fordított a komponálásra, viszont egyre többet vezényelt, sokszor hívták vendégkarmesternek amerikai és brit zenekarokhoz. Egészsége az 1980-as években fokozatosan romlott, és 1990. december 2-án elhunyt, a halál oka Alzheimer-kór és légzési elégtelenség volt. 1960-tól haláláig a New York-i Cortlandt Manorban élt. Otthonát, a Rock Hillt, 2003-ban nemzeti nyilvántartásba vették, mint történelmi helyet.

### Magánélete
Copland nyugodt, barátságos, de zárkózott, szerény és finom modorú ember volt, még barátai számára is nehezen nyílt meg. Egyszerűen, takarékosan élt, még azután is, hogy már jelentős vagyonnal rendelkezett. Sokat olvasott, éjszaka dolgozott, zongora mellett komponált. Homoszexuális volt, ezt Howard Pollack életrajza (Aaron Copland: Élete és munkássága) is tartalmazza. Kapcsolatai terén is visszafogott és tartózkodó volt, a nyilvánosság nem sokat tudott róla.
Demokratikus, baloldali szellemben gondolkodott, barátaival együtt szoros kapcsolatban állt a Popular Fronttal, de sohasem volt valamely párt tagja. A háború előtt szimpatizált az Amerikai Kommunista Párttal, emiatt később felkerült az FBI 151 kommunistagyanús művész nevét tartalmazó listájára. A vizsgálatokat 1955-ben szüntették meg, de végleg csak 1975-ben zárták le az ügyet. Mindazonáltal nézetei erőteljesen megváltoztak, amikor értesült a sztálinizmus művészeket, különösen Sosztakovicsot érintő üldöztetéseiről. Ettől kezdve a demokraták támogatója lett.

## Zenéje, hatása
Copland főleg zenekari műveket, kamarazenét, operákat, baletteket és filmzenéket írt. Zeneszerzői munkásságára, stílusára eleinte Debussy és Stravinsky, később a jazz elemei hatottak. Az 1930-as évek közepétől fedezte fel az amerikai népzenét, és erre alapozott népszerű művekkel jelentkezett. Az 1950-es években szeriális jellegű műveket is alkotott. Alapvető zeneszerzői célkitűzése egy amerikai zenei stílus létrehozása volt.
Jelentős hatással volt az amerikai zeneszerzők egész generációjára, például pártfogoltjára és barátjára, Leonard Bernsteinre is, aki Copland műveinek legavatottabb tolmácsoló karmesterének számított. Copland egy sor felvételt dirigált saját műveiből a Columbia Recordsnál, majd 1960-ban, az RCA Victor megjelentette az Appalachian Springből és a The Tender Landből készített zenekari szvitjeinek felvételeit a Bostoni Szimfonikus Zenekarral. Ezeket és a Columbiás felvételeket később kiadták CD-n is. Karmesteri tevékenysége ugyanakkor más szerzők műveire is kiterjedt, e tekintetben igen fontos a szerepe a kortárs szerzők műveinek népszerűsítésében. Az általa létrehozott Aaron Copland Alapítvány évente mintegy 600 000 dollárral segíti a zenei előadó csoportokat. Nevesebb tanítványai: Norma Beecroft, Elmer Bernstein, Alberto Ginastera, Knut Nystedt, Einojuhani Rautavaara és sokan mások.

## Elismerései
- 1964-ben megkapta Lyndon B. Johnsontól az Elnöki Szabadságérmet (Presidential Medal of Freedom).
- 1970-ben a tekintélyes University of Pennsylvania Glee Club nek adományozta a társaság Award of Merit díját, amelyet 1964-ben alapítottak fontos zenei tekintélyek elismerésére.
- Appalachian Spring című művéért elnyerte a New-York-i Kritikusok Körének díját és a Pulitzer-díjat.
- Az Egerek és emberek (1939), A mi városunk (1940) és az Északi csillag (1943) filmzenéi Oscar-díj jelölést kaptak, míg 1950-ben Az örökösnővel elnyerte a legjobb zene díját.
- Elnyerte a Yale Egyetem Sanford-érmét.
- 1986-ban megkapta a National Medal of Arts kitüntetést.
- 1987-ben az Egyesült Államok Kongresszusától elnyerte a Kongresszusi Aranyérmet.
- 1970-ben megkapta a Charles E. Lutton Man of Music Award elismerést a Phi Mu Alpha Sinfonia szövetségtől.

## Műveiből
| - Scherzo Humoristique: The Cat and the Mouse (1920) - Négy motetta (1922) - Passacaglia, zongorára (1922) - Szimfónia orgonára és zenekarra (1924) - Színházi zene (1925) - Táncszimfónia (1925) - Zongoraverseny (1926) - Szimfonikus óda (1927–1929) - Zongoravariációk (1930) - Grogh, balett (1925, átdolgozva 1932) - 2., „Short” szimfónia (1931–33) - Statements for orchestra (1932–35) - A második hurrikán, opera gimnáziumi előadásra (1936) - El Salón México (1936) - Billy, a kölyök, balett (1938) - Békés város (1940) - A mi városunk, film (1940) - Zongoraszonáta (1939–41) - An Outdoor Overture, gimnáziumi zenekar számára (1938), átírva fúvósegyüttesre (1941) - Fanfare for the Common Man (1942) - Lincoln Portrait (1942) - Rodeo, balett (1942) - Danzon Cubano (1942) | - Filmzene (1942) - Hegedű-zongoraszonáta (1943) - Appalachian Spring, balett (1944) - 3. szimfónia (1944–1946) - Jubileumi változatok, zenekarra (1945) - A kezdetekben (1947) - A vörös póni (1948) - Klarinétverseny (Benny Goodman megbízásából) (1947–1948) - Tizenkét Emily Dickinson-vers (1950) - Zongoranégyes (1950) - Régi amerikai dalok (1952) - The Tender Land, opera (1954) - Canticle of Freedom (1955) - Zenekari változatok (a Zongoravariációk meghangszerelése) (1957) - Zongorafantázia (1957) - Dance Panels, balett (1959; átdolgozva 1962) - Connotations (1962) - Down a Country Lane (1962) - Music for a Great City (1964) (a Something Wild című 1961-es film alapján) - Emblémák, vonós zenekarra (1964) - Inscape (1967) - Duó fuvolára és zongorára (1971) - Három latin-amerikai vázlat (1972) |

## Magyarul
- Az új zene. 1900–1960; ford. Varga Bálint András; Zeneműkiadó, Bp., 1973

## Fordítás
- Ez a szócikk részben vagy egészben  az   Aaron Copland című angol Wikipédia-szócikk ezen változatának fordításán alapul.  Az eredeti cikk szerkesztőit annak laptörténete sorolja fel. Ez a jelzés csupán a megfogalmazás eredetét és a szerzői jogokat jelzi, nem szolgál a cikkben szereplő információk forrásmegjelöléseként.